# Enteridium
Genre
Enteridium est un genre de champignons myxomycètes de la famille des Reticulariaceae. 
Selon Index Fungorum (12 juin 2013), Enteridium est un nom non valide, et est remplacé par Reticularia. 
Selon MycoBank (12 juin 2013), c’est le contraire : Enteridium est un nom valide, et Reticularia est non valide. 

## Liste des espèces
Selon ITIS (12 juin 2013) :
- Enteridium lycoperdon (Bull.) M.L. Farr

Selon NCBI (12 juin 2013) :
- Enteridium splendens